# Georges Méliès
(Georges Sadoul)
Marie-Georges-Jean Méliès, conosciuto come Georges Méliès (AFI: [ʒɔʁʒ(ə) meljɛs]) (Parigi, 8 dicembre 1861 – Parigi, 21 gennaio 1938), è stato un regista cinematografico, attore e illusionista francese.

Firma di Georges Méliès

Viene riconosciuto come il secondo padre del cinema (dopo i fratelli Lumière), per l'introduzione e la sperimentazione di numerose novità tecniche e narrative, ed è considerato da molti critici come l'inventore della regia cinematografica in senso stretto. A lui è attribuita l'invenzione del cinema fantastico e fantascientifico (che filma mondi "diversi dalla realtà") e di numerose tecniche cinematografiche, in particolare del montaggio, la caratteristica più peculiare del nascente linguaggio cinematografico.
È universalmente riconosciuto come il padre degli effetti speciali. Scoprì accidentalmente il trucco della sostituzione nel 1896 e fu uno dei primi registi a usare l'esposizione multipla, la dissolvenza e il colore (dipinto a mano direttamente sulla pellicola). Il critico e storico del cinema Georges Sadoul lo definì "Il Giotto della settima arte".

## Biografia

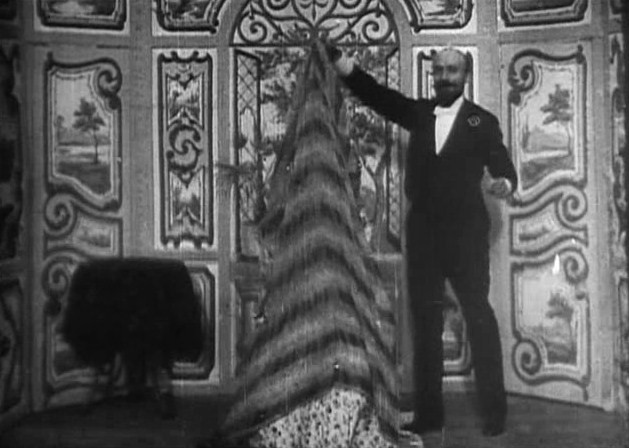
Escamotage d'une dame chez Robert-Houdin (1896)

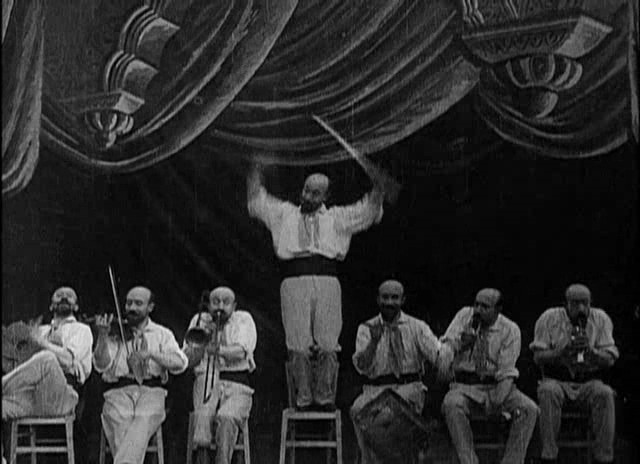
Méliès sdoppia se stesso sette volte nel film L'homme-orchestre

Nacque e morì a Parigi, dove la sua famiglia aveva una piccola impresa manifatturiera di scarpe. Come prestigiatore e illusionista dirigeva il Teatro Robert-Houdin (già del celebre Jean Eugène Robert-Houdin) a Parigi, dove erano messi in scena spettacoli di magia, intervallati talvolta da proiezioni di lanterna magica e persino del kinetoscopio di Thomas Edison. Presente alla prima rappresentazione cinematografica del 28 dicembre 1895, rimase colpito dall'invenzione dei fratelli Lumière. Intuendo le potenzialità del nuovo mezzo nell'intrattenimento e nella realizzazione di giochi di prestigio, cercò di farsi vendere un apparecchio, ma al rifiuto degli inventori se ne fece costruire una copia dal suo ingegnere.
I suoi primi film imitavano quelli dei Lumière (Une partie de cartes), ma presto trovò un proprio stile, trasferendo nel cinema i trucchi del suo mestiere, filmando rappresentazioni di spettacoli d'intrattenimento. Nel film Escamotage d'une dame chez Robert-Houdin si vede per la prima volta un trucco possibile solo con la macchina da presa, cioè una donna che nascosta sotto un telo viene fatta sparire, interrompendo la ripresa, facendola uscire di scena e riprendendo a filmare come se non ci fosse stato nessun intervallo: si tratta del più antico esempio di montaggio nel cinema (1896).
Nel 1895 sposa la quattordicenne amica di famiglia Eugénie Genin, della quale rimarrà vedovo nel 1913.
Nel 1897, Méliès attrezzò uno studio a Montreuil, uno dei primi teatri di posa cinematografici. Si trattava di una superficie enorme (17 metri x 66), che univa i pregi di uno studio fotografico (illuminazione di luce naturale grazie al tetto "a serra") a quelli di un grande palcoscenico teatrale. Gli attori (spesso lo stesso Méliès) recitavano di fronte a scenografie appositamente dipinte, secondo la tradizione delle esibizioni di magia e del teatro musicale. Diresse più di 500 film tra il 1896 e il 1914, di durata variabile tra uno e quaranta minuti, dei quali ce ne sono pervenuti poco più di duecento, alcuni frammentari. Per quanto riguarda il soggetto, i suoi film erano spesso simili agli spettacoli di magia che Méliès usava tenere, con trucchi ed eventi impossibili, come oggetti che scompaiono o cambiano dimensione.
Il suo film più noto è Viaggio nella Luna (Le Voyage dans la Lune), del 1902. Questo e altri suoi film richiamano direttamente o indirettamente l'opera di Jules Verne e sono considerati i primi film di fantascienza. Il film fu il primo successo cinematografico mondiale e anche uno dei primissimi casi di pirateria: degli agenti di Thomas Edison corruppero il proprietario di un teatro a Londra per ottenere una copia di Viaggio nella Luna, dalla quale Edison stampò centinaia di copie per proiettarle a New York, senza pagare nulla a Méliès.
Nel suo film Le manoir du diable si possono rintracciare le origini del cinema horror. Tra il 1900 e il 1912 il successo di Méliès fu strepitoso, influenzando profondamente gli operatori già attivi (Thomas Edison e gli stessi Lumière) e dando un contributo fondamentale alla genesi del linguaggio cinematografico per gli autori futuri. Già dopo il 1909 la produzione subì un calo, per via del pubblico divenuto più esigente in fatto di narratività e coerenza.
Nel 1913 la Star-Film, la compagnia cinematografica di Méliès, andò in bancarotta a causa delle politiche commerciali: Méliès vendeva le copie dei suoi film una per una, ma non percepiva nessun diritto d'autore per le singole proiezioni; per cui, paradossalmente, mentre i suoi film spopolavano in Europa e in America, era costretto a impegnarsi economicamente per creare continuamente nuove pellicole, che però iniziarono ad essere ripetitive, compassate, ridicole, perdendo l'interesse del mercato.
Realizzò alcuni film per la Pathé, ma, con l'arrivo della Grande guerra, fu definitivamente estromesso dalla produzione cinematografica. In seguito Méliès tornò a dedicarsi solo agli spettacoli di magia con le repliche dei suoi film al Robert-Houdin, fino a che il teatro non venne demolito per aprire il Boulevard Haussmann. Nel 1925 ritrovò una delle sue principali attrici, Jeanne d'Alcy, che aveva un chiosco di dolci e giocattoli alla stazione di Paris-Montparnasse. I due si sposarono e si occuparono insieme del chiosco.
Fu qui che il giornalista Léon Druhot, direttore del Ciné-Journal, lo incontrò, facendolo uscire dall'oblio. La sua opera fu infatti riscoperta dai surrealisti che organizzarono per lui una retrospettiva, la prima retrospettiva cinematografica della storia. Nel 1931 ricevette la Legion d'onore direttamente dalle mani di Louis Lumière. 

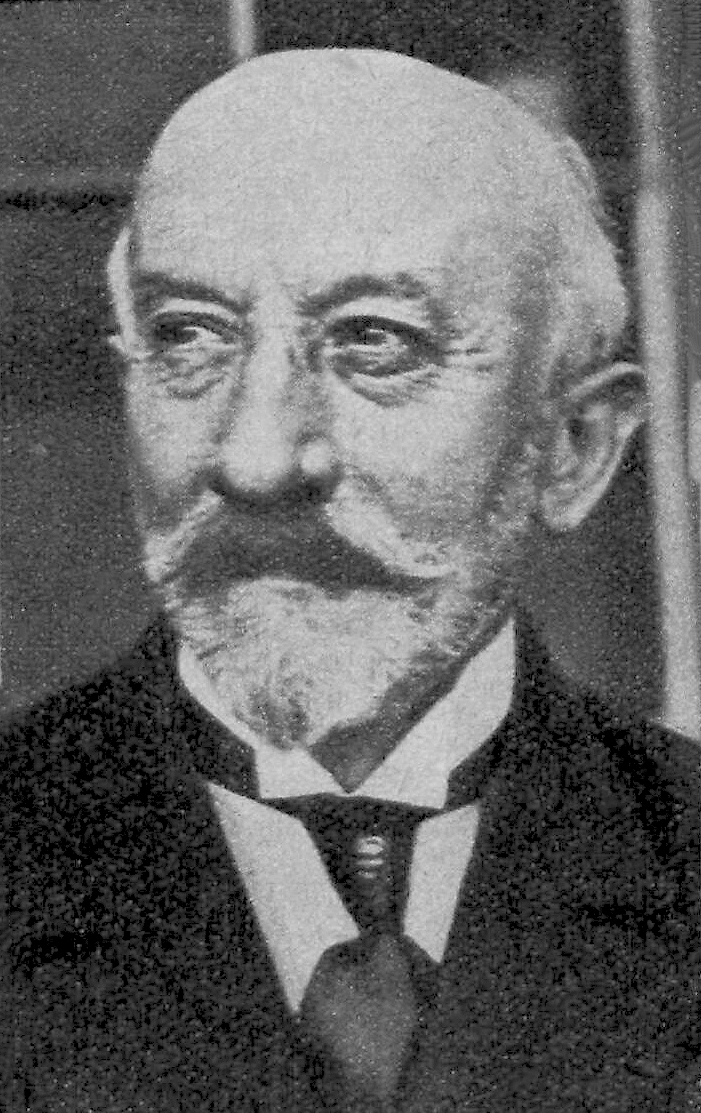
Georges Méliès nel 1938

Nel 1932, le difficoltà finanziarie furono mitigate quando l'ente previdenziale "Société de secours mutuels de l’industrie cinématographique", creato nel 1921 dal filantropo Léon Brézillon (1870 - 1936), presidente anche del "Sindacato dei registi cinematografici", assegnò alla coppia di anziani coniugi una pensione e un appartamento presso la "La Maison du Retrait du Cinéma" a Orly, consentendo loro una vecchiaia serena. Morì nel 1938 e fu sepolto al cimitero di Père-Lachaise a Parigi.

## Il cinema di Méliès

### Gli effetti speciali

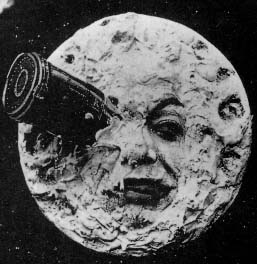
Viaggio nella Luna (1902)

Secondo la sua autobiografia romanzata, Méliès avrebbe scoperto il montaggio accidentalmente, mentre stava filmando all'aperto, presso Place de l'Opéra a Parigi: a un certo punto la cinepresa si sarebbe accidentalmente inceppata e poco dopo ripartita; nella fase di sviluppo poi Méliès si accorse con stupore che, arrivato al punto in cui stava filmando il passaggio di una carrozza, questa improvvisamente scompariva per fare posto a un carro funebre. Per quanto vero o falso, l'aneddoto sintetizza bene quello che sarebbe stato di lì a poco il senso del montaggio per Méliès, ovvero un trucco per operare apparizioni, sparizioni, trasformazioni, salti da un luogo all'altro, da un tempo all'altro, ecc. Uno strumento quindi per mostrare metamorfosi "magiche".
In quegli stessi anni, grazie anche al genio di Segundo de Chomón, vennero sperimentati numerosi altri trucchi tipicamente cinematografici, che andarono ad affiancare i trucchi di tipo teatrale (sistemi per far volare le persone, macchinari scenici) e di tipo fotografico (le sovrimpressioni che ricreavano visioni di fantasmi). Tra questi i più importanti sono:
- Il mascherino-contromascherino (l'inquadratura viene divisa in due o più parti, impressionate in momenti diversi)
- Arresto della ripresa (per far apparire/sparire/trasformare oggetti, personaggi, ecc.)
- Passo uno (per muovere oggetti inanimati)
- Spostamento della cinepresa avanti e indietro (per ingrandire e rimpicciolire un soggetto: nel film L'homme à la tête en caoutchouc è abbinato a un mascherino-contromascherino per simulare una testa che si gonfia).

Il tutto era mischiato a numeri di varietà, scherzi e attrazioni di tipo teatrale (macchine sceniche, modellini, scorrevoli, effetti pirotecnici, ecc.). Méliès fece un ampio uso di queste tecniche per creare quelle che lui chiamava "fantasmagorie". Per lui il montaggio era sinonimo di metamorfosi, in un'apoteosi dell'"arte della meraviglia".
Il realismo della fotografia in movimento dava grande credibilità ai trucchi mostrati, per questo il suo successo fu immediato e grandissimo. Nei film di Méliès le leggi della natura sembrano annullarsi, in un mondo fantastico irreale, dove la libertà era totale e le possibilità infinite. Si può dire che era nato uno di quei "mondi virtuali" dove tutto era possibile, il primo rispetto a quelli ormai comuni dei giorni nostri.

### Film-varietà

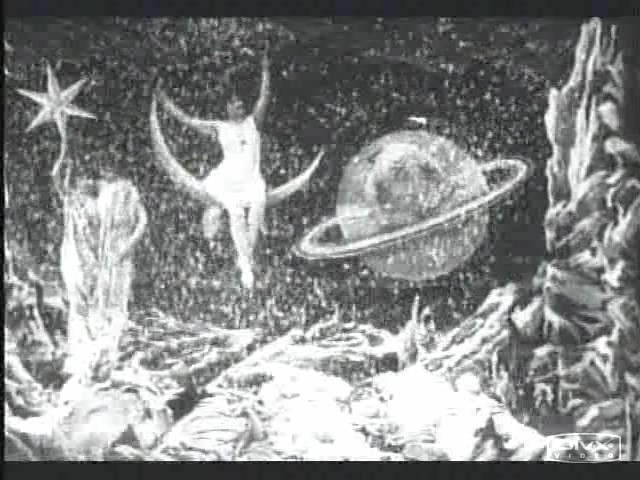
Visione stellare in Viaggio nella Luna

I film di Méliès non narravano storie nel senso in cui sono intese nel cinema moderno: certo esisteva quasi sempre una trama, ma lo scopo principale in queste pellicole era quello di fare spettacolo mostrando giochi di prestigio, magari assemblando più episodi autonomi.
Non esisteva inoltre il coinvolgimento dello spettatore nelle storie narrate: egli era invitato a guardare la rappresentazione allegro e divertito. Anche quando si trattavano episodi drammatici, come le decapitazioni o crimini di ogni tipo, tutto aveva un'atmosfera di "gioco" e farsa allegra. Manca l'illusione della realtà e il cinema era quindi una sorta di grande "giocattolo". In questo senso anche i drammi di Amleto o del Dottor Faust erano sempre usati come pretesto per creare effetti speciali.
Per Méliès il mondo cinematografico era il teatro dell'impossibile, dell'anarchia, della sovversione giocosa delle leggi della fisica, della logica e della quotidianità: i poliziotti possono punire i contraffattori, ma anche mettersi a fare le stesse infrazioni poco dopo (Le tripot clandestin, 1905). Per i britannici della coeva scuola di Brighton invece, influenzati dalla morale vittoriana, il cinema era sostanzialmente votato all'educazione e al moralismo, una caratteristica che si trasmetterà al cinema americano classico.

### Il racconto a quadri o a stazioni

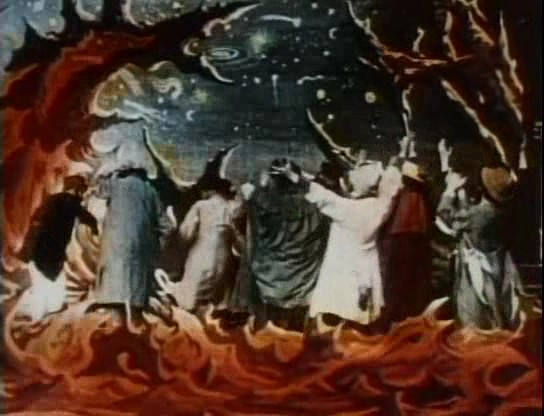
Scena colorata nel Viaggio attraverso l'impossibile (1904)

Quando Méliès aveva acquistato una piena capacità espressiva nell'uso degli effetti speciali nei numerosissimi cortometraggi, iniziò a progettare storie composte da più inquadrature. Esse erano ancora fisse e comprendevano un intero episodio, staccato e autonomo dagli altri. Questo modo di raccontare è stato detto "racconto a quadri" o "racconto a stazioni". Le inquadrature sono dette "autarchiche", perché si esauriscono in sé stesse e ogni "quadro animato" veniva inanellato a quello successivo; ogni nuova inquadratura dava quindi inizio a un differente episodio, con stacchi temporali tra l'uno e l'altro ("ellissi"). Non esisteva ancora un montaggio come lo conosciamo oggi (per mostrare vari aspetti di una scena), ma il punto di vista dello spettatore restava sempre il medesimo, come a teatro e gli stacchi erano usati solo per creare effetti speciali.
Tra i racconti a quadri più famosi c'erano quelli che potevano trattare di temi di attualità (L'Affaire Dreyfus, 1899), racconti letterari o storici (Cinderella, Jeanne d'Arc, Barbe-bleu), o ancora viaggi fantastici: questi ultimi in particolare garantirono a Méliès la fama più duratura (Viaggio nella Luna, Viaggio attraverso l'impossibile).

### Colorazione
Gli studi di Montreuil erano attrezzati anche per offrire pellicole colorate a mano. Si trattava di un procedimento difficile e certosino, alcune macchie di colore e sbavature erano inevitabili, ma le persone addette alla colorazione, spesso donne, dotate di una grossa lente d'ingrandimento coloravano accuratamente i fotogrammi uno a uno con alcune tinte che mantenessero l'effetto della trasparenza. 

## Méliès e Lumière
Jean-Luc Godard ha schematizzato la divisione che di solito si fa in due filoni del cinema delle origini: uno dipendente dal cinema dei Lumière, che avevano scoperto "lo straordinario nell'ordinario" e uno derivato da Méliès, che aveva trovato "l'ordinario nello straordinario".
A Méliès è legato quindi il cinema fantastico, ai Lumière quello realistico, ma le due caratteristiche non sono così nettamente separate. Méliès fu il primo a mostrare con le immagini i mondi fantastici già raccontati in letteratura, sfruttando la credibilità della fotografia in movimento per dare credibilità alla rappresentazione.

## Filmografia

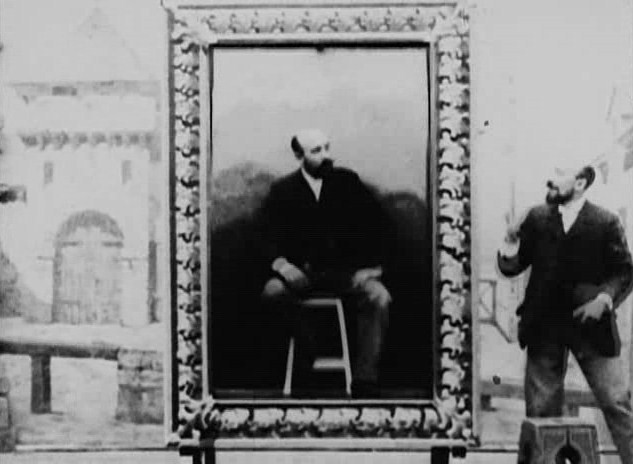
Le portrait mysterieux (1899)

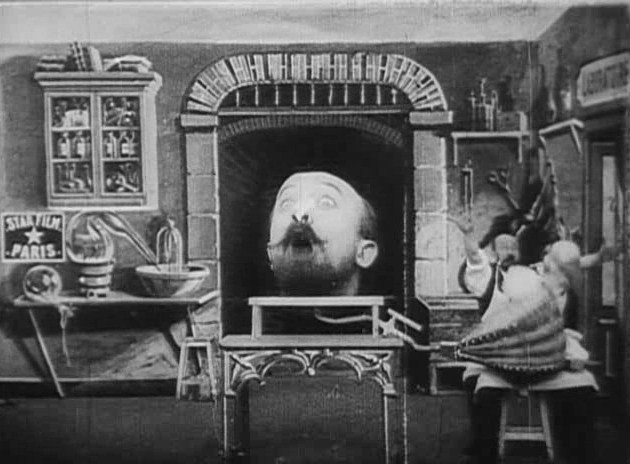
L'homme à la tête en caoutchouc (1901)

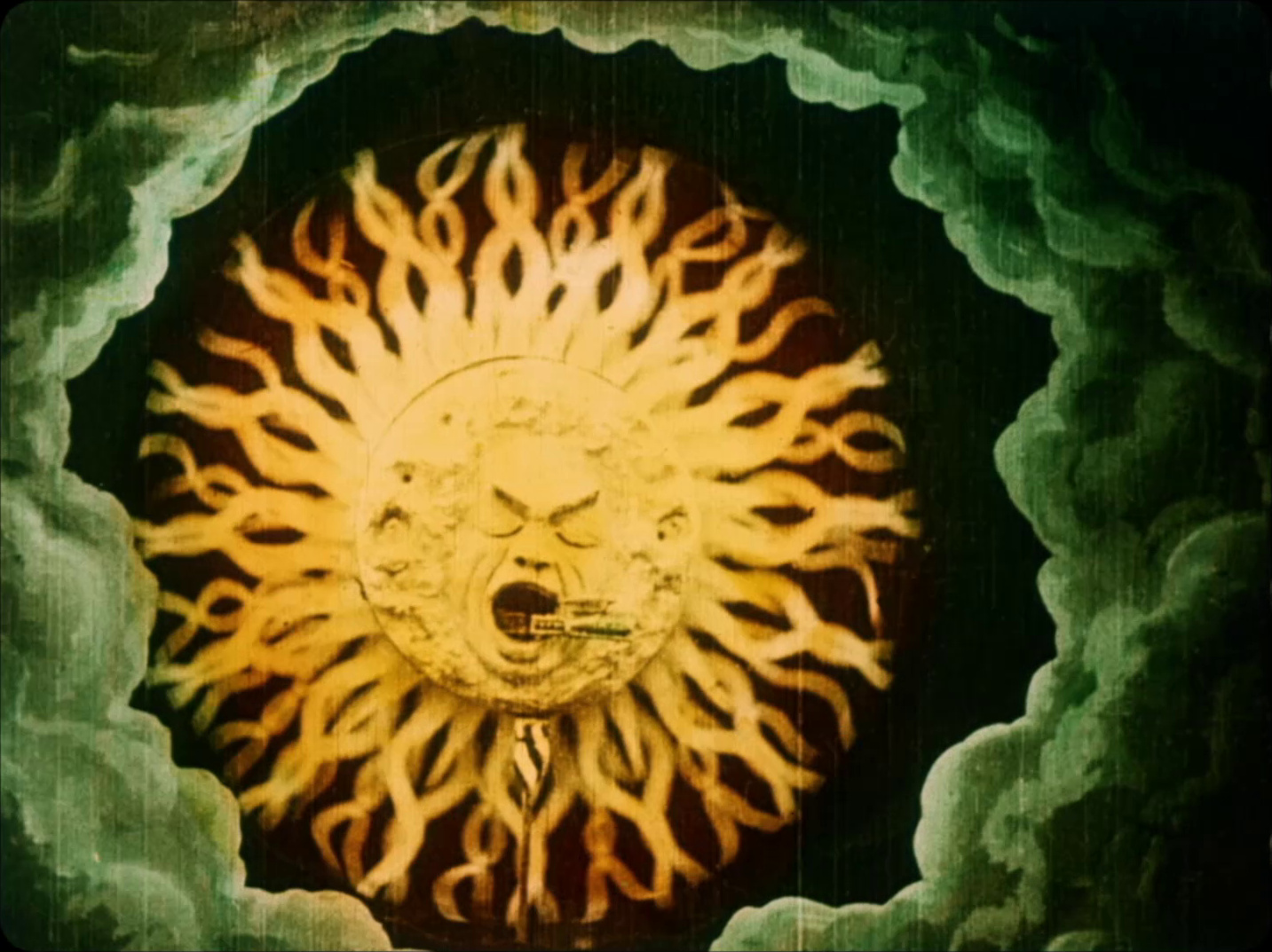
Viaggio attraverso l'impossibile (1904)

- Une partie de cartes (Star Film 1, 1896), "remake" de La partita a carte, dei Lumière, è una ripresa realistica, priva di trucchi
- Arrivée d'un train gare de Vincennes (1896)
- L'Arroseur (Star Film 6, 1896)
- Sauvetage en rivière (in due parti, Star Film 22 e 23, 1896)
- Une nuit terrible (Star Film 26, 1896)[15]
- Danse serpentine (Star Film 44, 1896)
- Escamotage d'une dame chez Robert-Houdin (Star Film 70, 1896) primo trucco cinematografico di montaggio
- Le cauchemar (Star Film 82, 1896)
- Le manoir du diable (1896)
- Baignade en mer (1896)
- Barque sortant du port de Trouville (1896)
- Bateau-mouche sur la Seine (1896)
- Batteuse à vapeur (1896)
- Le bivouac (1896)
- Les blanchisseuses (1896)
- Bois de Boulogne (1896)
- Boulevard des Italiens (1896)
- Bébé et fillettes (1896)
- Campement de bohémiens (1896)
- Les chevaux de bois (1896)
- Le chiffonnier (1896)
- Cortège de tzar allant à Versailles (1896)
- Cortège de tzar au Bois de Boulogne (1896)
- Couronnement de la rosière (1896)
- Dessinateur express (1896)
- Dessinateur: Chamberlain (1896)
- Dessinateur: Reine Victoria (1896)
- Dessinateur: Von Bismark (1896)
- Dix chapeaux en 60 secondes (1896)
- Déchargement de bateaux (1896)
- Défense d'afficher (1896)
- Départ des automobiles (1896)
- Départ des officiers (1896)
- Effets de mer sur les rochers (1896)
- Enfants jouant sur la plage (1896)
- Le fakir, mystère indien (1896)
- La gare Saint-Lazare (1896)
- Grandes manoeuvres (1896)
- Les haleurs de bateaux (1896)
- Les indiscrets (1896)
- Les ivrognes (1896)
- Jardinier brûlant des herbes (1896)
- Jetée et plage de Trouville (1er partie) (1896)
- Jetée et plage de Trouville (2e partie) (1896)
- Jour de marché à Trouville (1896)
- Libération des territoriaux (1896)
- Marée montante sur Brise-Larmes (1896)
- Miss de Vere (1896)
- Le papier protée (1896)
- Place Saint-Augustin (1896)
- Place de l'Opéra, 1er aspect (1896)
- Place de l'Opéra, 2e aspect (1896)
- Place de la Bastille (1896)
- Place de la Concorde (1896)
- Place du théâtre français (1896)
- Plage de Villiers par gros temps (1896)
- Plus fort que le maître (1896)
- Les quais à Marseille (1896)
- Retour au cantonnement (1896)
- Revue navale à Cherbourg (1896)
- Le régiment (1896)
- Réunion d'officiers (1896)
- Sac au dos (1896)
- Salut malencontreux d'un déserteur (1896)
- Sortie des ateliers Vibert (1896)
- Séance de prestidigitation (1896)
- Tempête sur la jetée du treport (1896)
- Tom Old Boot (1896)
- Les tribulations d'un concierge (1896)
- Un lycée de jeunes filles (1896)
- Un petit diable (1896)
- Une altercation au café (1896)
- La voiture du potier (1896)
- L'hôtel empoisonné (1896)
- Chicot, dentiste américain (1896)
- Panorama du havre (pris d'un bateau) (1896)
- Une bonne farce (1896)
- Arrivée d'un train - Gare de Joinville (1896)
- Les forgerons (1896)
- Défense d'afficher (1896)
- Bois de Boulogne (Touring-club) (1896)
- The Vanishing Lady (1897)
- L'auberge ensorcelée (Star Film 122-123, 1897)
- Dans les coulisses (1897)
- Faust et Marguerite (1897)
- L'hallucination de l'alchimiste (1897)
- Le magnétiseur (1897)
- Le cabinet de Méphistophélès (1897)
- Danse au sérail (1897)
- Les apprentis militaires (1897)
- Après le bal (Star Film 128, 1897)
- Arlequin et charbonnier (1897)
- L'ascension d'un ballon (1897)
- Attaque d'un poste anglais (1897)
- Auguste et Bibb (1897)
- Bataille de confettis (1897)
- Chirurgien américain (1897)
- La cigale et la fourmi (1897)
- Combat dans une rue aux Indes (1897)
- Combat naval en Grèce (1897)
- Cortège de la mi-carême (1897)
- Cortège du boeuf gras boulevard des Italiens (1897)
- Danseuses au jardin de Paris (1897)
- Les dernières cartouches (1897)
- Défilé de pompiers (1897)
- En cabinet particulier (1897)
- Entre Calais et Douvres (Star Film 112, 1897)
- Exécution d'un espion (1897)
- Figaro et l'auvergnat (1897)
- Gugusse et l'automaton (1897)
- L'indiscret aux bains de mer (1897)
- Le malade imaginaire (1897)
- Massacres en Crète (1897)
- Match de boxe (École de Joinville) (1897)
- Le musulman rigolo (1897)
- Passage dangereux au Mont-Blanc (1897)
- Paulus chantant 'Coquin de printemps' (1897)
- Paulus chantant 'Derrière l'omnibus' (1897)
- Paulus chantant 'En revenant d'la revue' (1897)
- Paulus chantant 'Père la victoire' (1897)
- Paulus chantant 'Duellist marseillais' (1897)
- Le prestidigitateur D. Devant (1897)
- La prise de Tournavos (Star Film 106, 1897)
- Sur les toits (1897)
- Tourneur en poterie (1897)
- Un modèle irascible (1897)
- Une cour de ferme (1897)
- Vente d'esclaves au harem (1897)
- Vision d'ivrogne (1897)
- L'école des gendres (1897)
- Épisodes de guerre (1897)
- Cortège du boeuf gras passant Place de la Concorde (1897)
- Le château hanté (Star Film 96, 1897)
- La guerre en Grèce (1897)
- Guerre aux Indes (1897)
- Un homme de têtes (Star Film 167 1898) primo uso del trucco dell'esposizione multipla (mascherino-contromascherino)
- La caverne maudite (1898, noto anche come The Cave of the Demons)
- Le cuirassé Maine (1898)
- Les rayons Röntgen (1898)
- La lune à un mètre (Star Film 160-162, 1898) film di lunghezza tripla (L'observatoire, La lune, Phoebé), con una scena unica ma che cambia spesso per effetto di sparizioni, apparizioni e mutamenti. Riprende il tema di un precedente spettacolo teatrale del 1891 (Les farces de la lune ou les Mésaventures de Nostradamus)
- Le magicien (Star Film 153, 1898)
- Assaut d'escrime (École de Joinville) (1898)
- Atelier d'artiste, farce de modèles (1898)
- Attention à la peinture (1898)
- Guillaume Tell et le clown (Star Film 159, 1898)
- Carrefour de l'opéra (1898)
- Collision et naufrage en mer (1898)
- Combat naval devant Manille (1898)
- Corvée de quartier accidentée (1898)
- Créations spontanées (1898)
- La damnation de Faust (1898)
- Dédoublement cabalistique (1898)
- Le déjeuner impossible (1898)
- Le grotte du diable (1898)
- Guerre de Cuba et l'explosion du Maine à La Havane (1898)
- Illusions fantasmagoriques (Star Film 155, 1898)
- Magie diabolique (1898)
- Le maçon maladroit (1898)
- Montagnes russes nautiques (1898)
- Panorama pris d'un train en marche (Star Film 151, 1898)
- Prenez garde à la peinture (1898)
- La tentation de Saint-Antoine (Star Film 168, 1898)
- Pygmalion et Galathée (1898)
- Rêve du pauvre (1898)
- Sortie sans permission (1898)
- Visite de l'épave du Maine (1898)
- Visite sous-marine du Maine (Star Film 147, 1898)
- Rêve d'artiste (1898)
- Richesse et misère (1899)
- L'île du diable (1899)
- Suicide du colonel Henry (1899)
- Le spectre (1899)
- La pyramide de Triboulet (1899)
- La pierre philosophale (1899)
- Pick-pocket et policeman (1899)
- Panorama du port de Saint-Helier (1899)
- L'ours et la sentinelle (1899)
- Neptune et Amphitrite (1899)
- Mise aux fers de Dreyfus (1899)
- Le miroir de Cagliostro (1899)
- Luttes extravagantes (1899)
- L'homme Protée (1899)
- Funérailles de Félix Faure (1899)
- Force doit rester à la loi (1899)
- Fatale méprise (1899)
- Entrée d'un paquebot, port de Jersey (1899)
- Entrevue de Dreyfus et de sa femme (1899)
- Débarquement de Dreyfus à Quiberon (1899)
- Débarquement de voyageurs, port de Granville (1899)
- Duel politique (1899)
- Dreyfus allant du lycée de Rennes à la prison (1899)
- Dictée du bordereau (1899)
- La crémation (1899)
- Le coucher de la mariée (1899)
- Le conseil de guerre en séance à Rennes (1899)
- Le conférencier distrait (1899)
- Combat de coqs (1899)
- Le Christ marchant sur les flots (1899)
- Le chevalier mystère (Star Film 226-227, 1899)
- Charmant voyages de noces (1899)
- Bagarre entre journalistes (1899)
- Salle à manger fantastique (1899)
- Le portrait mystérieux (1899) Le portrait mysterieux (Star Film 196, 1899) con la tecnica dell'esposizione multipla
- La dégradation (1899)
- Automobilisme et autorité (1899)
- Attentat contre maître Labori (1899)
- Avventura a mezzanotte (1899)
- L'illusionniste fin-de-siècle (Star Film 183, 1899), noto anche come L'impressionniste fin de siècle[16]
- Le diable au couvent (Star Film 185-187, 1899)
- La danse du feu (Star Film 188, 1899) La colonne de feu
- Cléopâtre (1899, ritrovato nel 2005)
- L'Affaire Dreyfus, primo film a quadri, sebbene ancora proiettati separatamente
  - La dictee du bordereau (Star Film 206, 1899)
  - L'Ile du diable (Star Film 207, 1899)
  - Mise au fers de Dreyfus (Star Film 208, 1899)
  - Suicide du Colonel Henry (Star Film 209, 1899)
  - Debarquement a Quiberon (Star Film 210, 1899)
  - Entretien de Dreyfus et de sa femme à Rennes (Star Film 211, 1899)
  - Attentat contre Maître Labori (Star Film 212, 1899)
  - Bagarre entre journalistes (Star Film 213, 1899)
  - Le Conseil de Guerre en seance à Rennes (Star Film 214-215, 1899)
- Cendrillon (Star Film 219-224, 1899) film a quadri unitario
- La statue de neige (1899)
- Évocation spirite (1899)
- Vue panoramique pris du train électrique (1900)
- Vue panoramique prise de la Seine (1900)
- Vue de remerciements au public (1900)
- Les visiteurs sur le trottoir roulant (1900)
- Vieux Paris (1900)
- La vengeance du gâte-sauce Star Film 243, 1900)
- Les trois bacchantes (1900)
- Le tonneau des danaïdes (Star Film 314, 1900)
- Tom Whisky ou L'illusioniste toqué (Star Film 234, 1900)
- Spiritisme abracadabrant (Star Film 293, 1900)
- Le sorcier, le prince et le bon génie (Star Film 285-286, 1900)
- Le savant et le chimpanze (Star Film 317, 1900)
- Le rêve du radjah ou La forêt enchantée (1900, Star-Film 281-282) film a due quadri
- Le réveil d'un monsieur pressé (Star Film 322, 1900)
- Le songe d'or de l'avare (1900)
- La rue des nations (1900)
- Le prisonnier recalcitrant (1900)
- La porte monumentale (1900)
- Le repas fantastique  (Star Film 311, 1900)
- Un intrus dans la loge des figurantes (1900)
- Pavillon des armées de terre et de mer (1900)
- Panorama circulaire (1900)
- Panorama pris du trottoir roulant Champ de Mars (1900)
- Palais étrangers (1900)
- Ne bougeons plus (1900)
- Farce de marmiton (1900)
- Le fou assassin (1900)
- L'illusionniste double et la tête vivante (Star Film 294, 1900)
- Le livre magique (Star Film 289-291, 1900)
- Les infortunes d'un explorateur (frammento, Star Film 244, 1900)
- Le déshabillage impossible (Star Film 3112-313, 1900)
- Les deux aveugles (1900)
- L'artiste et le mannequin (1900)
- Coppelia: la poupée animée (1900)
- Avenue des Champs-Elysées et le Petit Palais (1900)
- Les miracles de Brahmine (1900)
- Le malade hydrophobe (1900)
- L'exposition de 1900 (1900)
- L'homme orchestre (Star Film 262-263, 1900)
- Gens qui pleurent et gens qui rient (1900)
- L'homme orchestre (1900)
- Jeanne d'Arc (Star Film 264-275, 1900) film a quadri
- The Unexpected Bath (1900)
- Les sept péchés capitaux (1900)
- Le rêve de Noël (Star Film 298-305, 1900 o 1901) filma quadri
- Un déshabillage impossible (1901)
- Nain et géant (Star Film 386, 1901)
- L'école infernale (1901)
- Une noce au village (1901)
- Une mauvaise plaisanterie (1901)
- La tour maudite (1901)
- Les piqueurs de futs (1901)
- La phrénologie burlesque (1901)
- L'omnibus des toqués blancs et noirs (1901)
- Mésaventures d'un aéronaute (1901)
- La maison tranquille (Star Film 325-326, 1901)
- Nouvelles luttes extravagantes (Star Film 309-310, 1901)
- La libellule (1901)
- L'homme aux cent trucs (1901)
- Guguste et Belzebuth (1901)
- La fontaine sacrée ou La vengeance de Boudha (1901)
- Excelsior! (Star Film 357-358, 1901)
- Le diable géant ou Le miracle de la madonne (Star Film 384-385, 1901)
- Congrès des nations en Chine (1901)
- La chirurgie de l'avenir (1901)
- Le chimiste repopulateur (1901)
- Dislocation mystérieuse (1901) Dislocation mystérieuse (Star Film 335-336, 1901)
- Chez la sorcière (Star Film 350-351, 1901)
- Le chevalier démontable et le général boum (1901)
- Le charlatan (1901)
- Le chapeau à surprises (Star Film 371-372, 1901)
- La chrysalide et le papillon d'or  (Star Film 332-333, 1901)
- L'antre des esprits (Star Film 345-347, 1901)
- L'homme à la tête en caoutchouc (Star Film 382-383, 1901) compare l'effetto speciale dell'ingrandimento/rimpiccolimento delle figure
- Le petit chaperon rouge (1901)
- Barbe-bleu (Star Film 361-370, 1901) film a quadri di 10 minuti
- Le rêve de Noël (1901)
- Les échappes de Charenton (Star Film 1901)
- Bouquet d'illusions (1901)
- Le temple de la magie (1901)
- Le voyage de Gulliver à Lilliput et chez les géants (1902)
- La femme volante (1902)
- La rêve du paria (1902)
- L'homme mouche (1902)
- L'équilibre impossible (1902)
- La douche du colonel (1902)
- La danseuse microscopique (1902)
- La clownesse fantôme (1902)
- Catastrophe du ballon 'Le pax' (1902)
- Le bataillon élastique (1902)
- Les aventures de Robinson Crusoé (1902)
- Une indigestion (1902)
- Les trésors de satan (1902)
- Viaggio nella Luna (Le Voyage dans la lune) (1902)
- The Coronation of Edward VII (1902)
- Coronation of Their Majesties King Edward VII and Queen Alexandria (1902)
- Éruption volcanique à la Martinique (1902)
- Le temple de la magie (1902)
- Bouquet d'illusions (1902)
- L'armoire des frères Davenport (1903)
- La lanterne magique (1903)
- Illusions funambulesques (1903)
- Fantaisie Égyptienne (1903)
- Extraordinary Adventures (1903)
- Jacques et Jim (1903)
- Faust aux enfers (1903)
- Le rêve du maître de ballet (1903)
- L'enchanteur Alcofribas (1903)
- Bob Kick, l'enfant terrible (1903)
- Le tonnerre de Jupiter (1903)
- Tom Tight et Dum-Dum (1903)
- Le parapluie fantastique (1903)
- Le revenant (1903)
- Il calderone infernale (1903)
- Le royaume des fées (1903)
- Le portrait spirituel (1903)
- L'oracle de Delphes (1903)
- Le monstre (1903)
- Le mélomane (1903)
- La statue animée (1903)
- Le sorcier (1903)
- La flamme merveilleuse (1903)
- L'auberge du bon repos (1903)
- Le puits fantastique (1903)
- Un malheur n'arrive jamais seul (1903)
- Les mousquetaires de la reine (1903)
- Les filles du diable (1903)
- La corbeille enchantée (1903)
- Le cake-walk infernal (1903)
- La guirlande merveilleuse (1903)
- La boîte à malice (1903)
- Le pochard et l'inventeur (1903)
- L'oeuf du sorcier ou L'oeuf magique prolifique (1903)
- Rêve d'artiste (1903)
- Viaggio attraverso l'impossibile (1904)  (Star Film 641-659, 1904)
- Une bonne surprise (1904)
- La providence de notre-dame des flots (1904)
- La planche du diable (1904)
- Les mésaventures de Monsieur Boit-sans-soif (1904)
- Mariage par correspondance (1904)
- La grotte aux surprises (1904)
- La fête au père Mathieu (1904)
- Le dîner impossible (1904)
- La dame fantôme (1904)
- Les costumes animés (1904)
- Le cadre aux surprises (1904)
- Le barbier de Séville (1904)
- L'ange de Noël (1904)
- Le rosier miraculeux (1904)
- Le juif errant (1904)
- La cascade de feu (Star Film 665-667, 1904)
- La sirène (1904)
- Sorcellerie culinaire (1904)
- Supplément Voyage à travers l'impossible (1904)
- Le merveilleux éventail vivant (1904)
- Le joyeux prophète russe (1904)
- Le thaumaturge chinois (1904)
- Faust et Marguerite / Damnation du docteur Faust (1904)
- Un miracle sous l'inquisition (1904)
- Les transmutations imperceptibles (1904)
- Benvenuto Cellini ou Une curieuse évasion (1904)
- Le rêve de l'horloger (1904)
- Les apparitions fugitives (1904)
- Le roi du maquillage (1904)
- Le coffre enchanté (1904)
- Un peu de feu s.v.p. (1904)
- Siva l'invisible (1904)
- Match de prestidigitation (1904)
- Une bonne farce avec ma tête (1904)
- Au clair de la lune ou Pierrot malheureux (1904)
- Les apaches (1904)
- Le bourreau turc (1904)
- Une mésaventure de Shylock (1905)
- Le système du docteur Souflamort (1905)
- Le roi des tireurs (1905)
- L'île de Calypso: Ulysse et le géant Polyphème (1905)
- À president-elect Roosevelt (1905)
- Le Phénix (1905) Le Phenix ou le coffret de cristal (Star Film 686-689, 1905) frammento
- Les derniers moments d'Anne de Boleyn (1905)
- Les chevaliers du chloroforme (1905)
- Le peintre Barbouillard et le tableau diabolique (1905)
- Le chevalier démontable (1905)
- Le cauchemar du pêcheur (1905)
- Le baquet de Mesmer (1905)
- La chaise à porteur enchantée (Star Film 738-739, 1905)
- Un feu d'artifice improvisé (Star Film 753-755, 1905)
- Le menuet lilliputien (Star Film 690-692, 1905) frammento
- Le diable noir (Star Film 683-685, 1905)
- Les cartes vivantes (Star Film 678-679, 1905)
- La légende de Rip Van Winkle (Star Film 756-775, 1905) film a quadri
- Le tripot clandestin (Star Film 784-785, 1905)
- La corsa da Parigi a Montecarlo in due ore (Star Film 740-749, 1905)
- Le palais des mille et une nuits (Star Film 705-726, 1905) film a quadri
- La magie à travers les âges (1906)
- Le maestro Do-mi-sol-do (Star Film 807-809, 1906)
- Jack le ramoneur (Star Film 791-806, 1906)
- La galerie sens dessus-dessous (1906)
- Le fantôme d'Alger (1906)
- Le dirigeable fantastique (1906)
- Le rastaquouère Rodriguez y Papanagaz (1906)
- Une chute de cinq étages (Star Film 789-790, 1906)
- L'hôtel des voyageurs de commerce (Star Film 843-845, 1906)
- Les incendiaires (Star Film 824-837, 1906)
- Les bulles de savon animées (Star Film 846-848, 1906)
- La cardeuse de matelas (Star Film 818-820, 1906)
- L'anarchie chez guignol (Star Film 839-839, 1906) frammento
- L'Alchimiste Parafaragaramus ou la cornue infernale (Star Film 874-876, 1906)
- Les affiches en goguette (Star Film 821-823, 1906)
- Gli allegri inganni di Satana (Star Film 849-870, 1906) racconto a quadri che mischia molti dei temi cari a Méliès: viaggio straordinario, diavoli, giocolieri, ecc.
- L'honneur est satisfait (1906)
- La fée Carabosse ou le poignard fatal (Star Film 877-887, 1906)
- Le compositeur toqué  (Star Film 727-731, 1905 o 1906)
- Les torches humaines (Star Film 1066-1068, 1907 o 1908)
- La prophétesse de Thèbes (Star Film 1096-1101, 1907 0 1908)
- Le placard infernal (1907)
- La perle des servantes (1907)
- Le Magicien (1907)
- Nuit de carnaval (1907)
- La nouvelle peine de mort (1907)
- Les fromages automobiles (Star Film 925-928, 1907)
- François Ier et Triboulet (1907)
- Le délirium tremens (1907)
- La cuisine de l'ogre (Star Film 1035-1039, 1907 o 1908)
- Le mariage de Victorine (1907)
- La boulangerie modèle (1907)
- La douche d'eau bouillante (Star Film 909-911, 1907)
- Ali Barbouyou et Ali Bouf à l'huile (Star Film 1014-1017, 1907)
- La colle universelle (Star Film 1005-1009, 1907)
- L'éclipse du soleil en pleine lune (Star Film 961-968, 1907)
- Ventimila leghe sotto i mari (1907)
- The Story of Eggs (1907)
- Seek and Thou Shalt Find (1907)
- Satan en prison (1907)
- La mort de Jules César (1907)
- La marche funèbre de Chopin (1907)
- Bernard le bucheron (1907)
- Pauvre John ou Les aventures d'un buveur de whiskey (Star Film 1000-1004, 1907)
- Le tunnel sous La Manche ou Le cauchemar franco-anglais (Star Film 936-950, 1907)
- Le carton fantastique (1907)
- Robert Macaire et Bertrand (1907)
- Hamlet (1907)
- Les Mesaventures d'un photographe (Star Film 1250-1252, 1908)
- La poupée vivante (1908)
- Pochardiana (1908)
- Oriental Black Art (1908)
- Épreuves ou les malheurs d'un savetier (1908)
- L'agent gelé (1908)
- On ne badine pas avec l'amour (1908)
- Moitié de polka (1908)
- Le jugement du garde-champêtre (1908)
- La fête du sonneur (1908)
- La fée libellule (1908)
- L'avare (Star Film 1146-1158, 1908) frammento
- Le nouveau seigneur du village (Star Film 1132-1145, 1908)
- Lully ou Le violon brisé (1908)  (Star Film 1176-1185, 1908)
- French Interpreter Policeman (1908)  (Star Film 1288-1293, 1908)
- La bonne bergère et la mauvaise princesse (1908)  (Star Film 1429-1441, 1908)
- L'acteur en retard (Star Film 1073-1080, 1908)
- La civilisation à travers les âges (1908)
- La fontaine merveilleuse (1908)
- Rivalité d'amour (1908)
- Trop vieux! (1908)
- Pour les p'tiots (1908)
- The Duke's Good Joke (1908)
- L'ascension de la rosière (1908)
- La toile d'araignée merveilleuse (1908)
- Conte de la grand-mère et rêve de l'enfant (Star Film 1314-1325, 1908)
- Two Talented Vagabonds (1908)
- At the Hotel Mix-Up (1908)
- Le mariage de Thomas Poirot (1908)
- Pour l'étoile S.V.P. (Star Film 1310-1313, 1908)
- Ce qui arrive à un petit malin de peintre (1908) A tricky painter's fate (Star Film 1226-1268, 1908)
- Anaïc ou Le balafré (Star Film 1301-1309, 1908)
- Hallucinations pharmaceutiques ou Le truc de potard (Star Film 1416-1418, 1908)
- Two Crazy Bugs (1908)
- Le Raid Paris-New York en automobile (1908)
- Mystery of the Garrison (1908)
- Magic of Catchy Songs (1908)
- Les patineurs (Star Film 1227-1232, 1908)
- Les malheurs d'un photographe (1908)
- Amour et mélasse (Star Film 1246-1249, 1908)
- Le fakir de Singapoure (1908)  (Star Film 1253-1257, 1908)
- Le trait d'union (1908)
- Tartarin de Tarascon (1908)
- Le serpent de la rue de la lune (1908)
- Le crime de la rue du Cherche-Midi à quatorze heures (1908)
- Le conseil de pipelet (1908) Le Conseil du pipelet ou un tour à la foir (Star Film 1159-1165, 1908)
- Quiproquo (1908)
- Mariage de raison et mariage d'amour (1908)
- Le fabricant de diamants (1908)
- Salon de coiffure (Star Film 1102-1103, 1908)
- Photographie électrique à distance (Star Film 1091-1095, 1908)
- Le génie du feu (Star Film 1069-1072, 1908)
- Le rêve d'un fumeur d'opium (Star Film 1081-1085, 1908)
- Il y a un dieu pour les ivrognes (Star Film 1044-1049, 1908) frammento
- Le tambourin fantastique (Star Film 1030-1034, 1908)
- Fortune Favors the Brave (1909)
- Fin de réveillon (1909)
- The Count's Wooing (1909)
- The Hypnotist's Revenge (1909)
- Le locataire diabolique (Star Film 1495-1501, 1909)
- Le papillon fantastique (1909)
- Le mousquetaire de la reine (1909)
- La gigue merveilleuse (1909)
- Les Illusions fantaisistes (Star Film 1508-1512, 1909 o 1910)
- Le vitrail diabolique (1910)
- Un homme comme il faut (1910)
- Si j'étais le roi (1910)
- Les sept barres d'or (1910)
- L'homme aux mille inventions (1910)
- Guérison de l'obésité en 5 minutes (1910)
- Galatée (1910)
- Le conte du vieux talute (1910)
- Apparitions fantomatiques (1910)
- Hydrothérapie fantastique (1910)
- Le Secret du médécin (1910)[senza fonte]
- Les Hallucinations du baron de Münchausen (Star Film - Pathé Frères, 1911)
- À la conquête du Pole (Star Film - Pathé Frères, 1912)
- Cendrillon ou La Pantoufle merveilleuse (Star Film - Pathé, 1912)
- Le Chevalier des neiges (Star Film - Pathé, 1912)
- Le Voyage de la famille Bourrichon (Star Film - Pathé, 1913)

## Omaggi

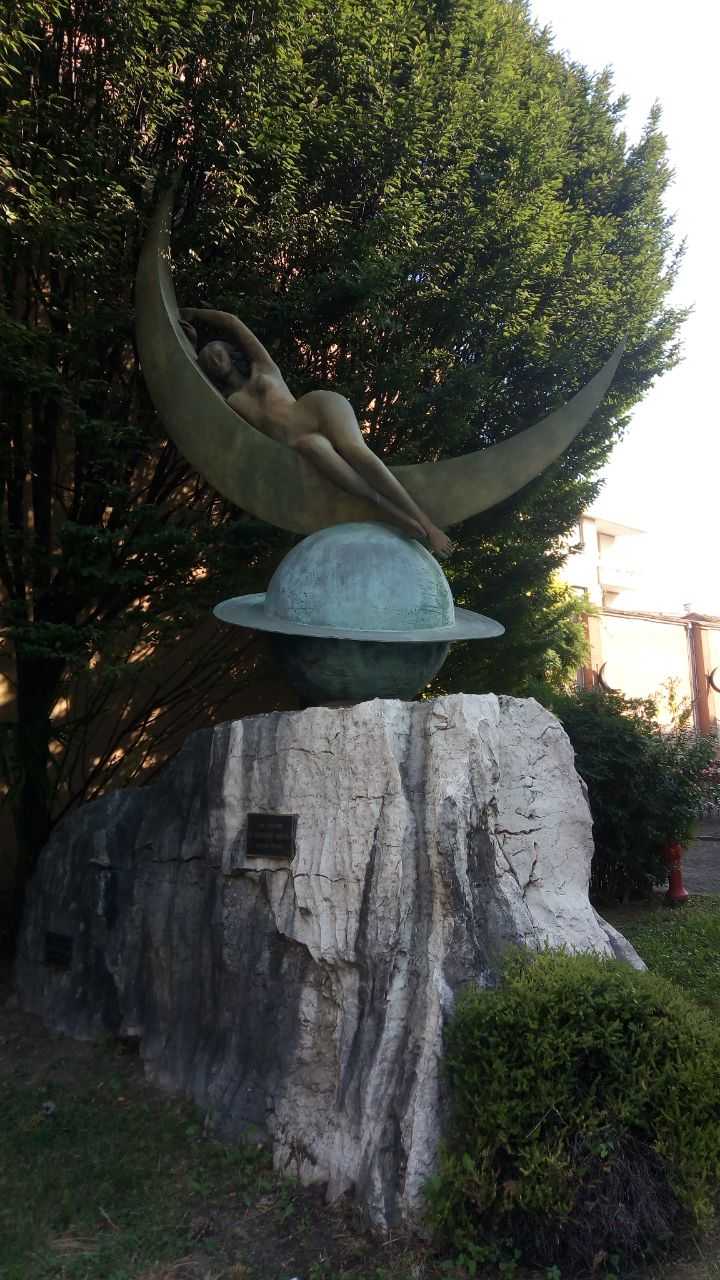
Monumento omaggio a George Méliès a Conegliano

- Parigi ha dedicato a George Méliès una piazza.
- A George Méliès è dedicato il cinema omonimo di Conegliano (TV), dove è stato posto anche un monumento in suo omaggio raffigurante il corpo di una donna nuda sdraiata su una mezza luna.
- nel 1988 Pierre Étaix realizza il film in 4 minuti Le cauchemar di Méliès, remake di Le cauchemar. Restaurata nel 2010 l'opera è pubblicata dalle Edizioni Studio 37 in uno dei DVD che raccolgono tutti i film di Etaix.
- Nel 2011 Martin Scorsese firma la pellicola Hugo Cabret, adattamento cinematografico del romanzo illustrato di Brian Selznick che vede come protagonista l'illustre George Méliès.
- Nel 2012 è nata, sotto l'egida di Ennio Morricone e Franco Piersanti, l'Orchestra George Méliès.[17]
- Nel 2015 il regista Luigi Cozzi realizza un film dal titolo “Blood on Melies’ Moon” che rende omaggio al “viaggio sulla luna” di Melies.
- Nel 2013 nasce a Busca (CN) il circolo "Cineclub Méliès", con lo scopo di divulgare la cultura cinematografica a 360 gradi.

## Influenze culturali
- Il video musicale del 1995 Heaven for Everyone dei Queen, utilizza varie scene tratte dai film di Méliès.
- Il video del 1996 Tonight, Tonight degli Smashing Pumpkins è un omaggio al cortometraggio Viaggio nella Luna.
- Il romanzo del 2007 La straordinaria invenzione di Hugo Cabret di Brian Selznick ha tra i protagonisti Méliès, ritiratosi dalla cinematografia per vendere giocattoli. Il romanzo ha ispirato il film Hugo Cabret di Martin Scorsese (2011), nel quale Ben Kingsley interpreta il ruolo di George Méliès.
- Compare anche come principale comprimario del protagonista del romanzo La meccanica del cuore, di Mathias Malzieu, e nel film Jack et la Mécanique du cœur, codiretto e doppiato, dallo stesso Malzieu.